# Albert Steffen

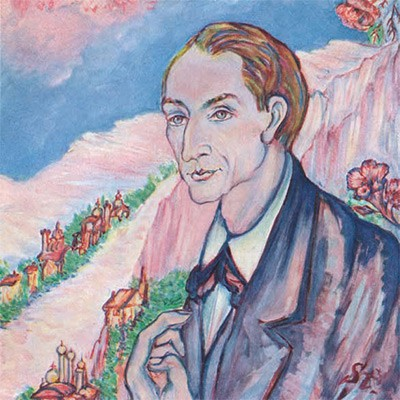
Porträt Steffens von Stanislaus Stückgold, 1916

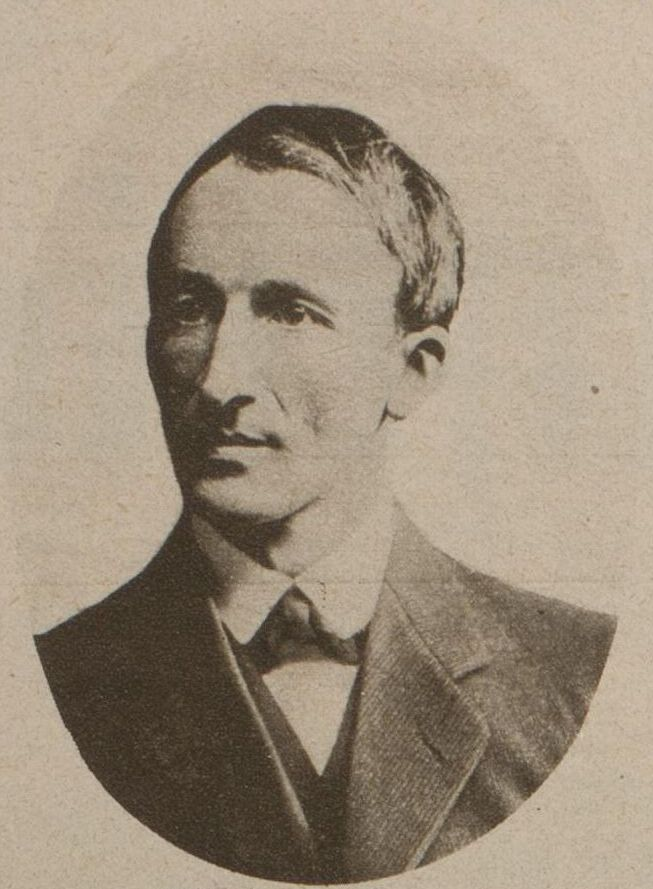
Albert Steffen, um 1916

Albert Steffen (* 10. Dezember 1884 in Wynau; † 13. Juli 1963 in Dornach) war ein Schweizer Schriftsteller und Anthroposoph. Nach dem Tode Rudolf Steiners war Steffen ab 1925 dessen Nachfolger als Vorsitzender der Allgemeinen Anthroposophischen Gesellschaft.

## Leben
Albert Steffen wurde als drittes von sechs Kindern eines Landarztes geboren. Mit fünf Jahren verlor er seinen um zwei Jahre älteren Bruder. Die Primarschule besuchte er in Wynau, die Sekundarschule in Langenthal. Mit vierzehn Jahren kam er nach Bern, um die Aufnahmeprüfung in das Gymnasium zu bestehen; er fiel zunächst durch und gelangte nur in die Quarta anstelle der Tertia. Er fühlte sich zurückgesetzt, schämte sich und zog sich in die Einsamkeit zurück. Seine Gedanken und Gefühle vertraute er dem Tagebuch an – das er bis zu seinem Tod führte – und begann so seine schriftstellerische Tätigkeit. 1904 bestand er die Matura. In Lausanne studierte er ab 1904 auf Wunsch des Vaters, der ihm seine Arztpraxis übergeben wollte, Medizin. In Auseinandersetzung mit dem Medizinstudium geriet Steffen in eine existentielle Krise, in deren Verlauf er sich entschloss, Dichter zu werden und durch das Wort therapeutisch zu wirken. Er beschäftigte sich intensiv mit Nietzsche und Dostojewski. Dagegen befriedigte ihn das naturwissenschaftliche Studium nicht: «(...) die Natur erlöste mich nicht». Im April 1905 begann er ein geisteswissenschaftliches Studium in Zürich, das er ab Herbst 1906 in Berlin weiterführte.
«Es war mir eindeutig bewusst geworden, dass ich, wenn ich nicht verkümmern sollte, Dichter werden musste, worunter ich allerdings etwas verstand, was es heutzutage kaum mehr gibt, nämlich eine Synthese von Wissenschaft, Kunst und Religion auf der Grundlage der grossen Menschheitsideen.» (aus: Mein Lebensentschluss)
In Berlin schickte er seinen ersten Roman Ott, Alois und Werelsche dem Berliner Verleger Samuel Fischer, der ihn tatsächlich veröffentlichte und damit Steffen als neuen Schweizer Dichter bekannt machte. 1907 hörte er in Berlin den ersten Vortrag Rudolf Steiners, begegnete ihm persönlich jedoch erst knapp vier Jahre später in München, wo er zwischen 1908 und 1920 lebte. Hier entstanden auch vier weitere Romane, die alle vom S. Fischer Verlag veröffentlicht wurden.
In seiner Münchner Zeit trat er der damals von Steiner geleiteten Deutschen Sektion der Theosophischen Gesellschaft (DSdTG), einem Ableger der Theosophischen Gesellschaft Adyar (Adyar-TG) bei. Die Jahreswende 1912/13 brachte die Trennung der DSdTG von der Adyar-TG und die Gründung der Anthroposophischen Gesellschaft. Steffen folgte der Richtung Steiners und wurde Anthroposoph. Im Sommer 1914 arbeitete er am Bau des ersten Goetheanums mit.
In München lernte Albert Steffen den polnischen Maler Stanislaus Stückgold mit dessen Frau Elisabeth und der schwerbehinderten Tochter Felicitas kennen. 1920 ging Elisabeth Stückgold in Begleitung von Albert Steffen nach Dornach, um von Steiner Rat für die Tochter zu erbitten. Dort übernahm Steffen auf Wunsch Steiners die Redaktion der neu gegründeten Wochenschrift Das Goetheanum, die er bis zu seinem Tode beibehielt.

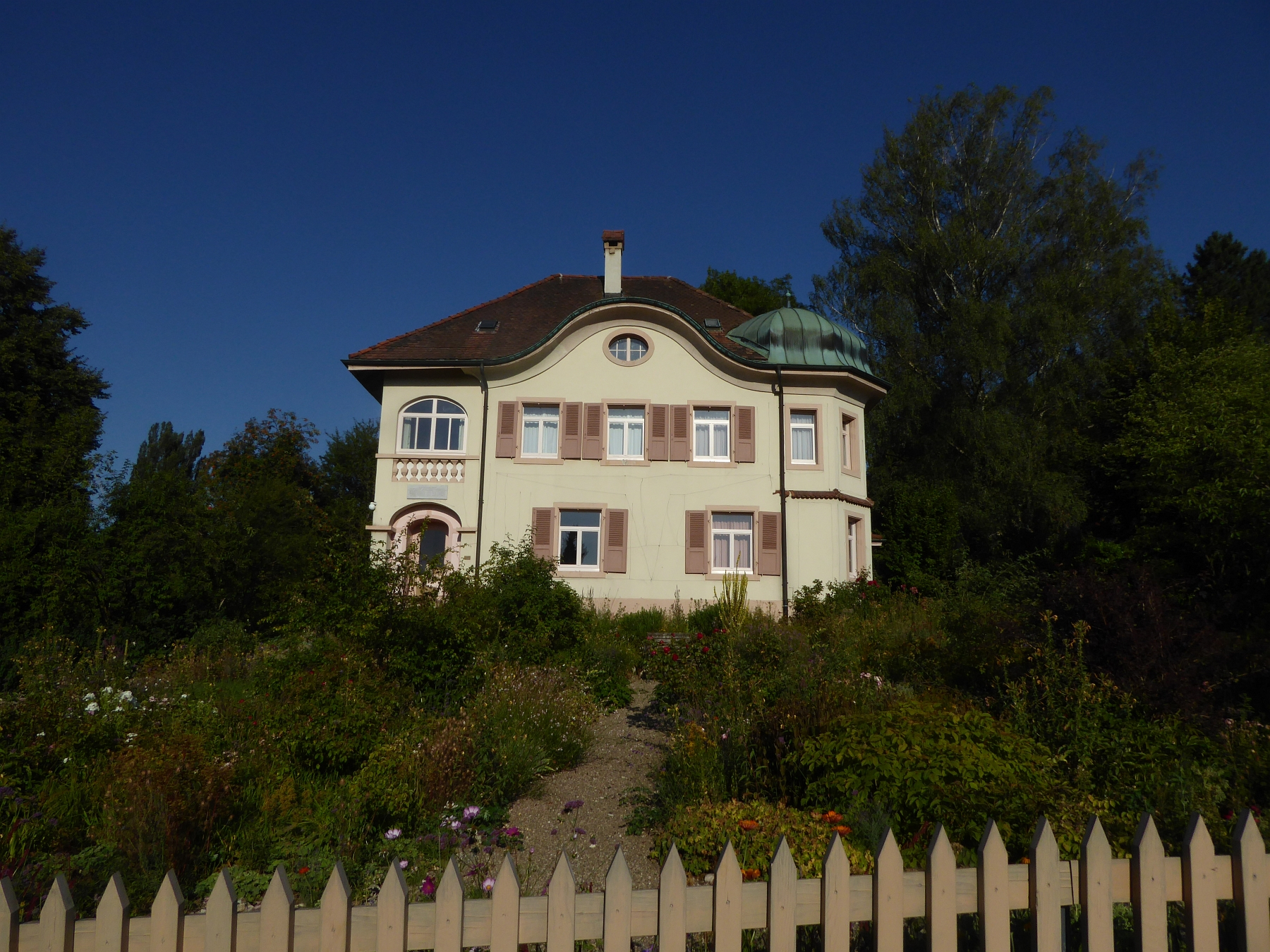
Unterer Zielweg 36, Dornach. In diesem Hause lebten die Mitglieder des Gründungsvorstandes der Allgemeinen Anthroposophischen Gesellschaft.

Zur Jahreswende 1923/24 ernannte Steiner Albert Steffen zum stellvertretenden Vorsitzenden der Allgemeinen Anthroposophischen Gesellschaft. Wegen der immer engeren Verbindung Steffens mit der Anthroposophie wurden die Werke Steffens ab 1919 nicht mehr vom S. Fischer Verlag herausgegeben, worauf Steffen 1928 einen eigenen Verlag, den Verlag für schöne Wissenschaften, gründete.
1925, nach Rudolf Steiners Tod, wurde er Vorsitzender der Allgemeinen Anthroposophischen Gesellschaft. 1935 heiratete er die inzwischen verwitwete Elisabeth Stückgold (1889–1961). Albert Steffen lebte von 1936 bis zu seinem Tod im Haus der Allgemeinen Anthroposophischen Gesellschaft am Unterer Zielweg 36 in Dornach. 
Im Juni 1946 veröffentlichte er mit dem Nationalrat Emil Anderegg einen Aufruf an das Schweizervolk mit der Forderung, die Schweiz im Sinne Henri Dunants zu einer politisch neutralen «Oase der Menschlichkeit» zu gestalten.
1951 erhielt er für seinen Roman Aus Georg Archibalds Lebenslauf und nachgelassenen Schriften einen Preis der Schweizerischen Schillerstiftung.
Albert Steffen starb am 13. Juli 1963 im Alter von 79 Jahren. Sein Nachlass wird von der Albert Steffen Stiftung in Dornach verwaltet.

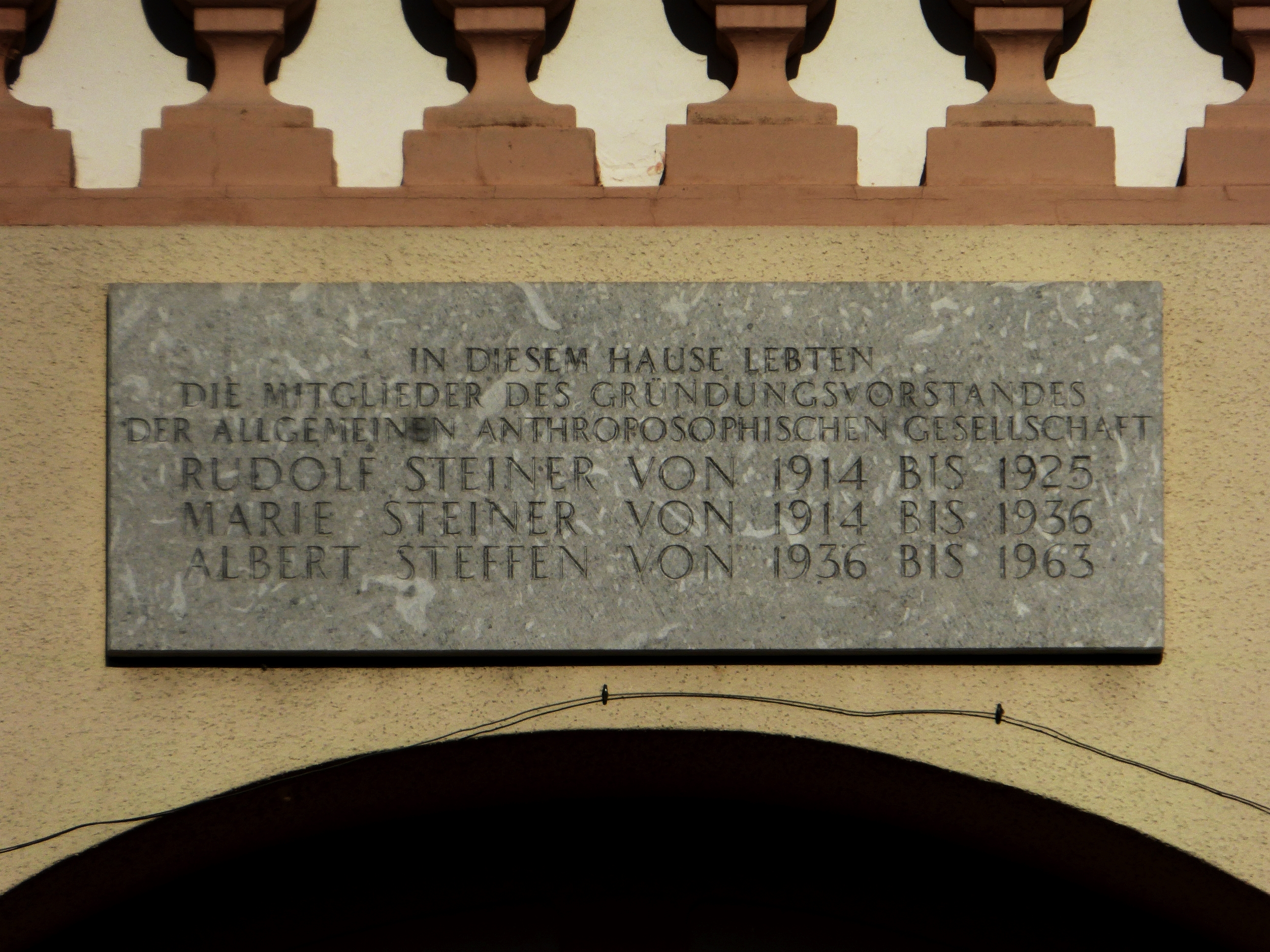
Gedenktafel über dem Eingang

## Bewertung seines literarischen Schaffens
Anders als das lyrische Werk von Christian Morgenstern, dem bekanntesten Dichter in der Frühgeschichte der anthroposophischen Bewegung, ist Albert Steffens literarisches Schaffen, selbst in seinen Hauptwerken, ausserhalb der Anthroposophie kaum (mehr) bekannt. Er gehört trotz seines umfangreichen Œuvres zu den vergessenen Schweizer Dichtern des 20. Jahrhunderts, zusammen etwa mit Alfred Fankhauser, Siegfried Lang oder Otto Wirz.
Seine literarische Qualität ist unter Fachleuten umstritten. Während sein Werk von Germanisten wie Walter Muschg oder Fritz Strich und dem österreichischen Philologen Friedrich Hiebel – Anthroposoph und Freund Steffens – als wesentlicher Teil literarischer Neuerungen innerhalb des 20. Jahrhunderts gesehen wurde, wertete Emil Ermatinger seine frühen Dichtungen als «zarte Blüten einer reingestimmten Seele», seine späteren dagegen als «künstliche Glasblumen, deren helle Durchsichtigkeit nicht die Rätsel des Lebens, sondern die Gemeinlehren einer religiösen Sekte erschliesst». Andere machten in seinen Werken «oft genug (...) Gestalten ohne individuelles Leben, also blosse Allegorien» aus.
Daneben hat Steffens Bühnenstück Der Sturz des Antichrist – nebst einzelnen Gedichten – durch die Vertonung des Komponisten Viktor Ullmann eine gewisse Popularität erfahren. Nach der Wiederaufführung dieser Oper 1995 in Bielefeld ist es 2008 vom Theater Greifswald neuinszeniert worden.

## Werke

### Originalausgaben

#### Romane (und romanähnliche Werke)
- Ott, Alois und Werelsche, S. Fischer, Berlin 1907
- Bestimmung der Roheit, S. Fischer, Berlin 1912
- Die Erneuerung des Bundes, S. Fischer, Berlin 1913
- Der rechte Liebhaber des Schicksals, S. Fischer, Berlin 1916
- Sibylla Mariana, S. Fischer, Berlin 1917
- Lebensgeschichte eines jungen Menschen, Schöne Wissenschaften, Dornach 1928
- Wildeisen, Dornach 1929
- Sucher nach sich selbst, Dornach 1931
- Aus Georg Archibalds Lebenslauf und nachgelassenen Schriften, Dornach 1950
- Oase der Menschlichkeit, Dornach 1954
- Altmanns Memoiren aus dem Krankenhaus, Dornach 1956
- Dreiunddreissig Jahre, Dornach 1959
- Mission der Poesie, Dornach 1962

#### Dramen
- Der Auszug aus Ägypten - Die Manichäer. Zwei Dramen, S. Fischer, Berlin 1916[5]
- Das Viergetier. Drama in sechs Akten, Seldwyla, Zürich 1924
- Hieram und Salomo. Tragödie in neun Bildern, Dornach 1925
- Der Chef des Generalstabs. Drama in fünf Akten, Dornach 1927
- Der Sturz des Antichrist. Dramatische Skizze in drei Akten, Dornach 1928. Opernbearbeitung von Viktor Ullmann (Bühnenweihefestspiel in 3 Akten, 1935; UA 1995 Bielefeld)
- Das Todeserlebnis des Manes. Drama in fünf Akten, Dornach 1934
- Adonis-Spiel / Eine Herbstesfeier, Dornach 1935
- Friedenstragödie. In fünf Akten, Dornach 1936
- Fahrt ins andere Land. Drama in einem Vorspiel und sieben Bildern, Dornach 1938
- Pestalozzi. Schauspiel, Dornach 1939
- Ruf am Abgrund. Drama, Dornach 1943
- Märtyrer. Tragödie, Dornach 1944
- Karoline von Günderrode. Eine Tragödie aus der Zeit der deutschen Romantik, Dornach 1946
- Barrabas. Drama in vier Akten, Dornach 1949
- Alexanders Wandlung. Drama in fünf Akten, Dornach 1953
- Lin. Drama, Dornach 1957

#### Gedichtbände
- Wegzehrung, Rhein, Basel 1921 (erweitert Dornach 1927)
- Gedichte, Dornach 1931
- Der Tröster, Dornach 1935
- Passiflora / Ein Requiem für Felicitas, Dornach 1939
- Wach auf, Du Todesschläfer!, Dornach 1941
- Epoche, Dornach 1944
- Ausgewählte Gedichte, hg. v. Walter Muschg, Basel 1945
- Spätsaat, Dornach 1947
- Am Kreuzweg des Schicksals, Dornach 1952
- Krankheit nicht zum Tode, Dornach 1955
- Steig auf den Parnass und schaue, Dornach 1960

#### Essays
- Die Krisis im Leben des Künstlers, Seldwyla, Bern 1922
- Der Künstler zwischen Westen und Osten, Grethlein, Zürich 1925
- Der Künstler und die Erfüllung der Mysterien, Dornach 1928
- Begegnungen mit Rudolf Steiner, Grethlein, Zürich 1926 (erweitert Dornach 1955)
- Mani / Sein Leben und seine Lehre, Dornach 1930 (erweitert Dornach 1965)
- Goethes Geistgestalt, Dornach 1932 (erweitert Dornach 1970)
- Dramaturgische Beiträge zu den schönen Wissenschaften, Dornach 1935
- Lebensbildnis Pestalozzis, Dornach 1939 (erweitert Dornach 1965)
- Conrad Ferdinand Meyers lebendige Gestalt, Dornach 1937 (erweitert Dornach 1965)
- Frührot der Mysteriendichtung, Dornach 1940
- Geistige Heimat, Dornach 1941
- Krisis, Katharsis, Therapie im Geistesleben der Gegenwart, Dornach 1944
- Vorhut des Geistes, Dornach 1945
- Wiedergeburt der schönen Wissenschaften, Dornach 1946
- Mysterienflug, Dornach 1948
- Geist-Erkenntnis / Gottes-Liebe, Dornach 1949
- Zu den Farbfenstern des Goetheanum, Dornach 1953
- Brennende Probleme, Dornach 1956
- Dichtung als Weg zur Einweihung. Zum 100. Geburtstag Rudolf Steiners, Dornach 1960

#### Erinnerungen, Skizzen und Miniaturen
- Bauz. Zwei Erzählungen, Huber (= Schweizer Erzähler 6), Frauenfeld/Leipzig 1916
- Die Heilige mit dem Fische. Sieben Novellen, S. Fischer, Berlin 1919
- Kleine Mythen, Seldwyla, Zürich 1923
- Pilgerfahrt zum Lebensbaum, Seldwyla, Zürich 1925
- In Memoriam Rudolf Steiner, Hoenn, Landschlacht 1925
- Lebenswende, Dornach 1931
- Merkbuch, Dornach 1937
- Buch der Rückschau, Dornach 1938
- Selbsterkenntnis und Lebensschau, Dornach 1940
- Auf Geisteswegen, Dornach 1942
- Der Genius des Todes, Dornach 1943
- Novellen, Dornach 1947
- Aus der Mappe eines Geistsuchers, Dornach 1951
- Gedenkbilder für Elisabeth Steffen. Geist-Erinnerungen. Mappe mit Aquarellwiedergaben, Dornach 1961
- Lebensbilder an der Todespforte. Skizzen und Miniaturen. Mappe mit Aquarellwiedergaben, Dornach 1963

### Übersetzung
- Im anderen Land – In another Land. Gedichte gegenseitig übersetzt von Albert Steffen und Percy MacKaye, Dornach 1937

### Als Herausgeber
- Der Lehrerkurs Dr. Rudolf Steiners im Goetheanum 1921 (zus. mit Walter Johannes Stein), Verlag am Goetheanum, Dornach 1922
  - Neuausgabe in: Die Anthroposophische Pädagogik (= Einführung in anthroposophische Themen 1), hg. v. Joseph Morel, Novalis/Phil.-Anthr. Verlag, Schaffhausen und Dornach 1983

### Aus dem Nachlass
Alle postum erschienenen Werke wurden von der Albert Steffen Stiftung, Dornach, herausgegeben.
- Im Sterben auferstehen. Gedichte, 1964
- Im Gedenken an Otto Rennefeld. Erinnerungen an den Dichterfreund und Hinweise auf sein Lebenswerk. Essays, 1965
- Dante und die Gegenwart. Essays, 1965
- Gegenwartsaufgaben der Menschheit. Ausblicke auf die Arbeit der Anthroposophischen Gesellschaft. Essays, 1966
- Weihnachtsbilder. Mappe mit drei Essays und sieben farbigen Aquarellwiedergaben, 1966
- Geist-Erwachen im Farben-Erleben. Betrachtungen, Skizzen, Erinnerungen. Mit zwölf farbigen Aquarellwiedergaben, 1968
- Über den Keimgrund der Mysteriendramen Rudolf Steiners. Essays, 1971
- Die Botschaft von Novalis. Essays, 1972
- Geistesschulung und Gemeinschaftsbildung. Aufsätze und Ansprachen, 1974
- Reisetagebuch. Beobachtungen und Erinnerungen. Skizzen und Aquarelle, 1978

### Werkausgabe
- Ausgewählte Werke in vier Bänden. Zum 100. Geburtstag des Dichters hg. von Manfred Krüger, Dornach/Stuttgart 1984